# 宇治川ラン
宇治川 ラン（うじがわ らん）は、日本のイラストレーター兼グラフィックデザイナー。女性。東京都出身、栃木県足利市在住。
自動車専門のイラストレーター。2010年から活動している。

## 人物
東京都内の企業デザイナーを経て、独立後、車のイラストを描き始める。イラストは独学。1日1台を目標に1年間描き続け、上手く描けず泣きながら描いた時もあったとブログで語っている。
漫画家を目指した時期があり中学生の頃、父親と共に集英社へオリジナル漫画の持ち込みをした経験がある。幼い頃の夢はファッションデザイナー。スポーツカートヨタ・スープラを愛車にしていた。とちぎテレビ制作のクルマ番組「CarXs」に出演していたことがあり、レーシングドライバーの山田英二と金髪ヘアがかぶっていることから、番組内では「ラーマン山田の妹」と呼ばれていた。
元Sword of the Far EastのロックバイオリニストAyasaのファンでありライブカメラマンをした経験がある。2015年東京オートサロンに出店。

## 作風・特徴
- チョロQのような可愛さとリアルさのある自動車のイラストを描いている。
- ホイールメーカーMONZA JAPAN[2]（ジャパン三陽[3]）のカタログ表紙、カレンダーのイラストを担当。
- 作品はYahoo!ショッピング車イラスト専門店GROOVY（グルービー）・チューニングパーツ 専門オンラインショッピングサイトオートスタイル・イエローハット新山下店の店頭で販売

## 作品
- MONZA JAPAN 2015 CALENDAR
- CASUAL WHEEL SELECTION　2014-2015 for winter表紙
- BEST COLLECTION　2015-2016表紙
- MONZA JAPAN 2016 CALENDAR
- CASUAL WHEEL SELECTION　2015-2016 for winter表紙[4]
- BEST COLLECTION　2016-2017表紙[5]